# Heinrich von Stephan

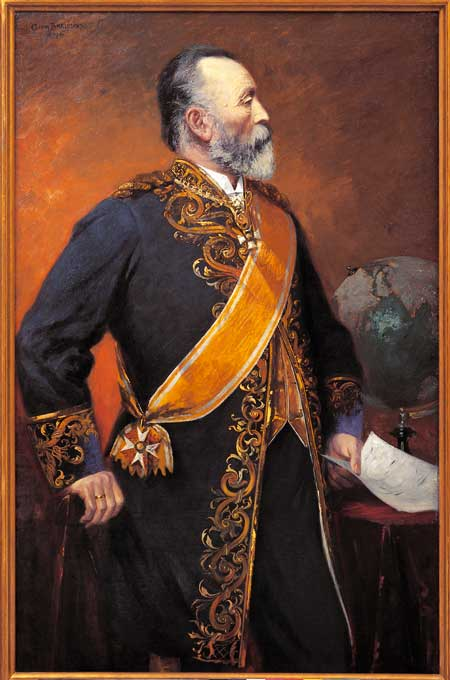
Heinrich von Stephan

Ernst Heinrich Wilhelm Stephan, od 1855 von Stephan (ur. 7 stycznia 1831 w Słupsku/Stolp, zm. 8 kwietnia 1897 w Berlinie) – pruski urzędnik państwowy, zajmujący się głównie pocztą.
W ciągu wieloletniej służby państwowej pełnił m.in. funkcje dyrektora służby pocztowej Konfederacji Północnoniemieckiej (1870), generalnego poczmistrza Cesarstwa Niemieckiego (ministra poczt, 1876), podsekretarza stanu (1880), ministra stanu (1895). W 1874 był jednym z założycieli Światowej Unii Pocztowej.
30 listopada 1865 roku na Niemieckiej Konferencji Poczt w Karlsruhe zgłosił jako pierwszy pomysł wprowadzenia możliwości wysyłania kart pocztowych bez kopert, ale pomysł odrzucono, uważając go za niemający przyszłości. Jako pierwsza karty wprowadziła Austria w 1869 roku, a pocztówki zyskały tak dużą popularność, że wprowadzono je wkrótce w całej Europie. Zreformował system pocztowy w Niemczech (pocztą zarządzała do I połowy XIX wieku rodzina arystokratyczna Thurn und Taxis), zaprowadzając unifikację 17 odrębnych oddziałów. W 1877 jako pierwszy wprowadził w Niemczech telefon.
Jako Generalny Poczmistrz – von Stephan zlecił m.in. budowę 2000 nowych budynków pocztowych na terenie całej ówczesnej Rzeszy. Jeden z tych budynków został uroczyście przekazany do eksploatacji w dniu 20 listopada 1879 roku w rodzinnym mieście von Stephana – Stolp-in-Pommern (dzisiejszym Słupsku). Budynek ten istnieje i służy do dziś, stanowiąc piękny i użyteczny „pomnik” najsławniejszego obywatela miasta.
Osobę Generalnego Poczmistrza uhonorowało też DGzRS (Niemieckie Towarzystwo dla Ratowania Rozbitków z Morza, jedna z pierwszych organizacji ogólnoniemieckich, która powstała jeszcze przed powstaniem drugiej Rzeszy). W 1887 roku personel Poczty i Telegrafu Rzeszy ufundował stacji ratowniczej DGzRS w Stolpmuende (dzisiejszej Ustce) nad Bałtykiem nową łódź, nazwaną „General-Postmeister” na pamiątkę H. von Stephana – osoby w tym czasie żyjącej. Łódź ta trafiła do swego miejsca bazowania dopiero w 1890 roku, po ukończeniu nowego hangaru.
Jako entuzjasta radia i innych nowinek technicznych von Stephan był także zwolennikiem wyposażania wielkich niemieckich jednostek morskich w radiostacje pokładowe, doceniał też rolę wielkich i szybkich statków pasażerskich jako środka transportu dla przesyłek pocztowych. Umierając w kwietniu 1897 roku von Stephan nie doczekał już wejścia do służby pierwszego wielkiego niemieckiego liniowca transatlantyckiego, wyposażonego w pokładową radiostację – sławnego czterokominowca „Kaiser Wilhelm der Grosse” (zbud. w Szczecinie w 1897 roku; NDL; 14.349 BRT).
Nie można pominąć jego roli w tworzeniu niemieckiej terminologii pocztowej i terminologii z zakresu komunikacji. W latach 1874 i 1875 Heinrich von Stephan jako Generalny Poczmistrz polecił zastąpienie ok. 760 wyrazów pochodzenia obcego rodzimymi odpowiednikami (lub zasymilowanymi zapożyczeniami). Wiele z nich przyjęło się w języku niemieckim. Kilka przykładów  (na pierwszym miejscu kursywą zniemczenie, w nawiasie wyraz obcy): Briefumschlag (Couvert), Dienstalter (Anciennität), Eilbote (per express), eingeschrieben (rekommandiert), Fernsprecher (Telephon), Nachnahme (remboursement), Postanweisung (Mandat), Postkarte (Correspondenzkarte), postlagernd (post restante), Postwertzeichen (Briefmarke).
W 1874 nadano mu tytuł Honorowego Obywatela Słupska. Na jego cześć nazwę Stephansort nadano osadzie na Nowej Gwinei.